# Georg von Vollmar

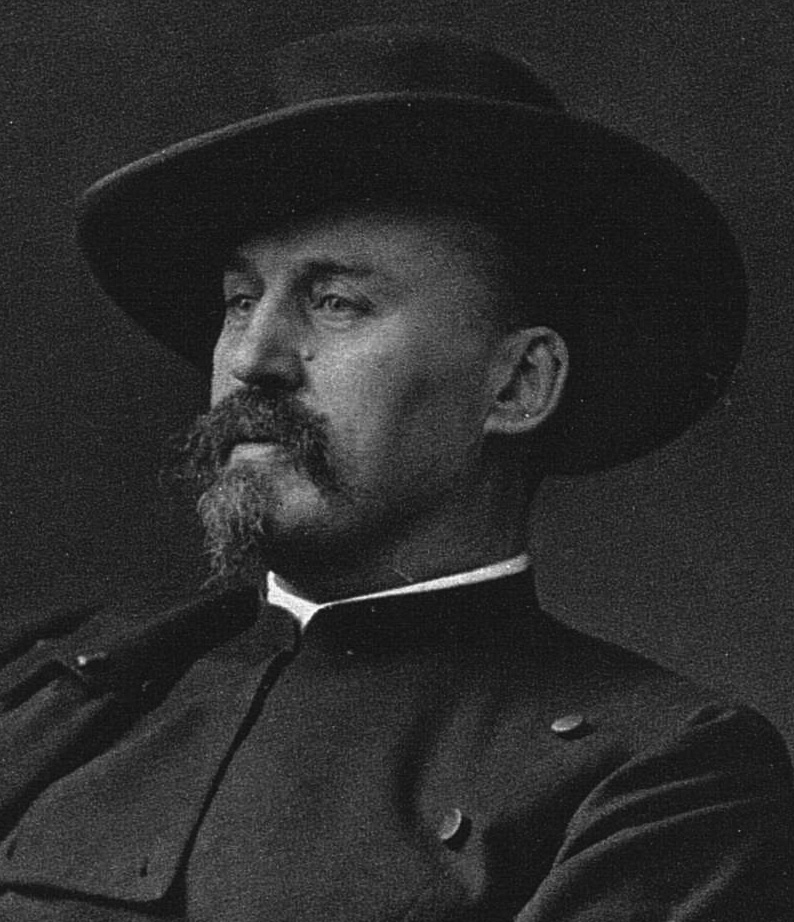
Georg von Vollmar

Georg von Vollmar, eigentlich Georg Carl Joseph Heinrich Ritter von Vollmar auf Veltheim, (* 7. März 1850 in München; † 30. Juni 1922 in Urfeld am Walchensee, Haus Soiensaß, Oberbayern) war ein deutscher Politiker und erster Vorsitzender der bayerischen SPD.

## Leben
Vollmar stammte aus einer adligen Beamtenfamilie. Seine Eltern – verheiratet seit 1849 – waren Anton von Vollmar (1824–1868), tätig als geheimer Registrator im bayerischen Innenministerium, und die Rentbeamtenstochter Karoline, geborene Loibl (1824–1903; ihr Vater Georg Loibl war Leiter des in Miesbach ansässigen Bezirksfinanzamts). Bereits 1857 lebten die Ehepartner getrennt; der Vater betrieb ab 1860 nachdrücklich die Scheidung der offensichtlich zerrütteten Ehe. Der Sohn Georg besuchte 1861–1865 die Lateinschule und das Internat der Benediktiner von St. Stephan in Augsburg, wo er eine streng katholische Erziehung erhielt. Das Gymnasium von St. Stephan konnte er wegen schlechter Zensuren in der Lateinschule (Gesamtnote IV, die damals schlechteste Zensur) nicht besuchen. Nach dem Vorbild seines Onkels Joseph von Vollmar (Oberst) strebte er zunächst 1865 eine militärische Laufbahn an und trat als Freiwillig Gemeiner und Cadet in die bayerische Armee ein. Während des Krieges 1866 gegen Preußen wurde er zum Unterlieutenant befördert. Er desertierte 1867 („Entlassung zur Strafe“) und verpflichtete sich ohne Wissen seiner Eltern 1868 als Freiwilliger in der päpstlichen Armee Pius’ IX. in Rom. Auf Betreiben seines Vaters wurde er Ende 1868 (seine Verpflichtung hatte er bis 1872 unterschrieben und sich zwei Jahre älter gemacht) der bayerischen Gesandtschaft in Rom überstellt und nach München zurückgeschickt. Für den Deutsch-Französischen Krieg wurde ihm wegen seiner Desertion der Wiedereintritt in die bayerische Armee verweigert. Als Kriegstelegraphenbeamter im Dienst der Feldeisenbahn beteiligte er sich dennoch am Feldzug gegen Frankreich. Unter ungeklärten Umständen erhielt er im Januar 1871 bei Blois einen Schuss in den linken Fuß und kehrte als Invalide zurück. Seine hohe militärische Verwandtschaft (ein angeheirateter Onkel war General von Brodeßer) erreichte seine Rehabilitierung und die Alimentierung mit einer hohen Invalidenpension (1.087 Gulden p. a.). Neben einer Tätigkeit als Journalist und Schriftsteller beschäftigte er sich (bei seiner Mutter Karoline Loibl in München und Miesbach lebend; sein Vater war Ende 1868 überraschend verstorben) mit Politik, Philosophie und Literatur. 1877 wurde er über sozialdemokratische Kontakte Redakteur des Dresdner Volksboten. Wegen Majestätsbeleidigung zu zehn Monaten Gefängnis verurteilt, verbüßte er diese Strafe in der Haftanstalt Zwickau.
1879 bis 1880 wurde er auf Vorschlag August Bebels Chefredakteur des Zentralorgans Der Sozialdemokrat, welches in Zürich während der Zeit des Sozialistengesetzes erschien. 1881 musste er diese Tätigkeit aber wegen seiner radikal-revolutionären Ideen aufgeben, mit denen er immer mehr in Gegensatz zu sozialdemokratischen Reichstagsabgeordneten geriet. Nach einem kurzen Aufenthalt in Paris zog er 1881 für den sächsischen Reichstagswahlkreis Sachsen 15 Mittweida in den Reichstag ein. Vollmar war 1881 bis 1887 und 1890 bis 1918 Mitglied des Reichstags, ab 1884 für den Reichstagswahlkreis Oberbayern 2 München II. Er gewann dieses Mandat, weil sich das bürgerliche Lager absichtlich zersplittert hatte, um dem bisherigen Abgeordneten, Anton Westermayer, Stadtpfarrer und Mitglied des in Bayern übermächtigen Zentrums, eine Niederlage zu bereiten. Außerdem war von Vollmar 1883 bis 1889 Mitglied des Sächsischen Landtags und 1893 bis 1918 Mitglied des bayerischen Landtags.

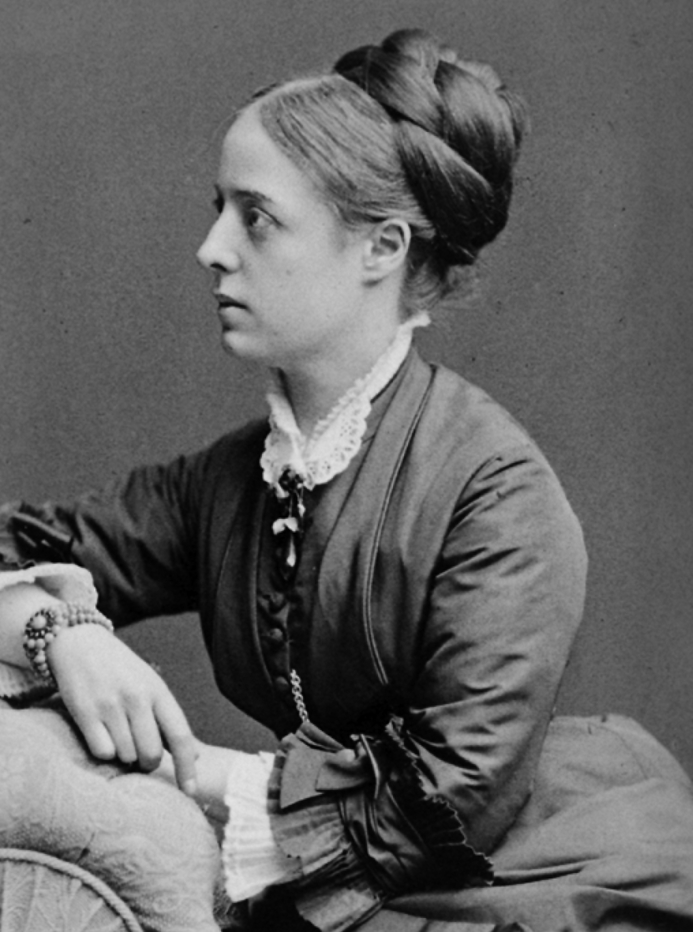
Julia Kjellberg

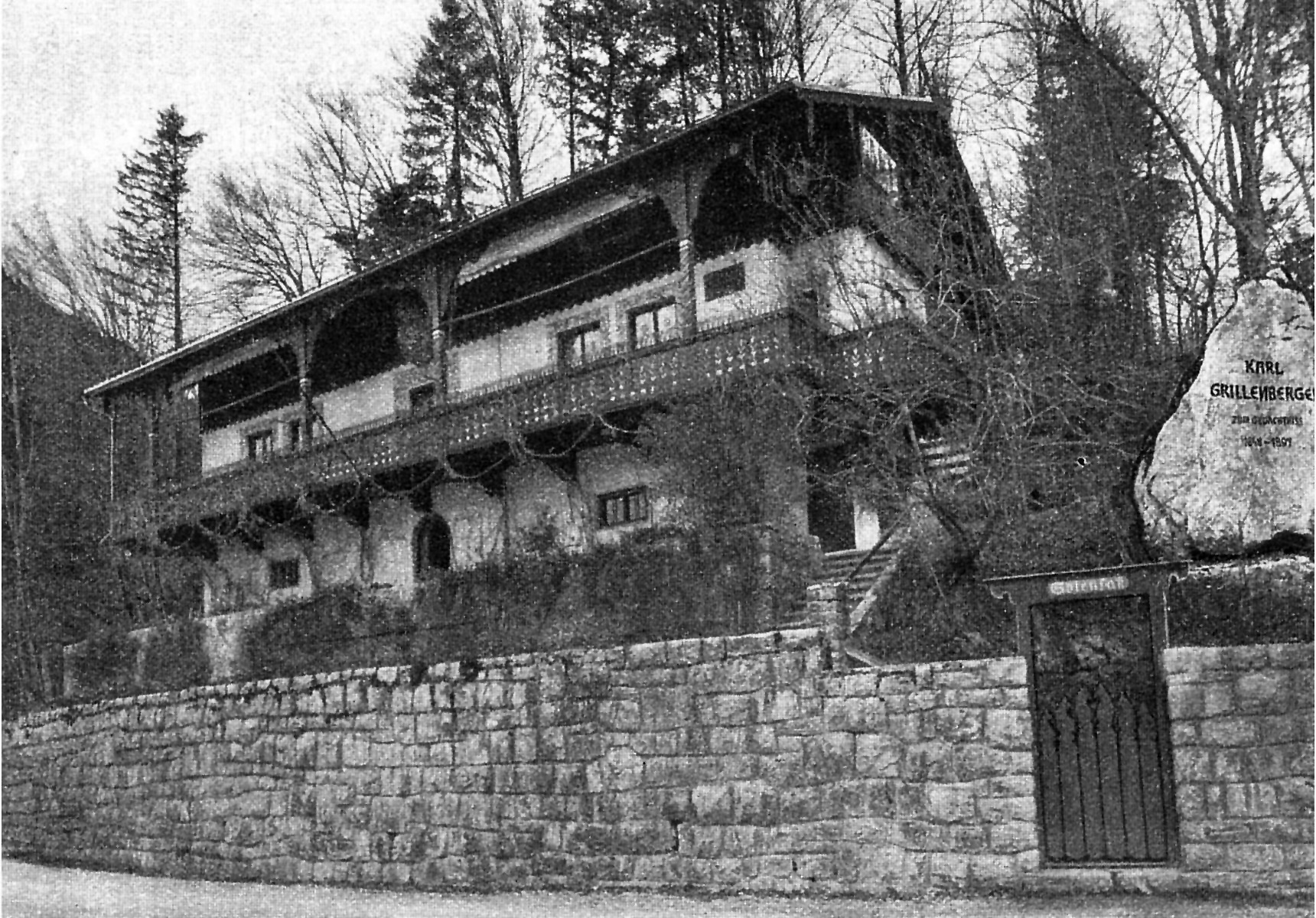
Villa Soiensaß

Seit 1884 hatte er Kontakt zur schwerreichen schwedischen Industriellentochter Julia Kjellberg, die er 1885 ehelichte. Ihr gemeinsamer Sohn Sigfried starb 1887, wenige Monate alt. Die reiche Ehefrau ermöglichte dem vormals linksradikalen Politiker ein komfortables Leben und ließ in Urfeld am Walchensee eine luxuriöse Villa mit Park errichten, die beide zur Jahreswende 1889/90 bezogen und bis zu ihrem Tod bewohnten. Fortan näherte sich Vollmar dem Reformismus/Revisionismus an und hielt enge Kontakte zu Exponenten des rechten Parteiflügels wie Eduard David, Wolfgang Heine, Adolf Müller und Albert Südekum. In dem Münchner Lokal Eldorado hatte er am 1. und 6. Juli 1891 in zwei Reden versucht, seinen politischen Wandel zu begründen, um auf der Grundlage der gegebenen Staats- und Gesellschaftsordnung Verbesserungen wirtschaftlicher und sozialer Art herbeizuführen. Damit entwickelte er sich immer mehr zum Antipoden zu August Bebel.
Er war entscheidend am Aufbau eines bayerischen Landesverbandes der SPD beteiligt, dessen erster Landesparteitag am 26. Juni 1892 in Regensburg stattfand. Dort erstatteten Vollmar und Gabriel Löwenstein einen Bericht über die Bedeutung und die Thätigkeit des bayerischen Landtages, der zusammen mit dem Landtags-Wahlprogramm für die Wahlen im Jahre 1893 in einer Schrift Die Socialdemokratie und die Wahlen zum bayerischen Landtag veröffentlicht wurde (Nürnberg 1892). In diesem Wahlprogramm wurde u. a. folgende Forderung erhoben: „Pflege der Wissenschaft und Kunst, unbeschränkte Freiheit ihrer Lehre und Uebung. Schaffung eines Schulgesetzes auf folgenden Grundlagen: Unentgeltlichkeit des Schulunterrichts und der Lehrmittel, Bestreitung der Kosten durch den Staat, Verbesserung der Volksschule, insbesondere durch Ausdehnung der Schulzeit und Ersetzung der nutzlosen Feiertagsschule durch einen wirksamen Fortbildungsunterricht. Verpflegung bedürftiger Schulkinder auf öffentliche Kosten. Entlastung der Lehrer vom Kirchendienst und Aufbesserung ihrer Gehälter; weltliche Schulinspektion.“ 1894 bis 1918 war er Landesvorsitzender der bayerischen SPD. 1903 erklärte er sich bereit, in einer kaiserlichen Regierung mitzuarbeiten. Zu Beginn des Ersten Weltkriegs war er ein vehementer Vertreter der Burgfriedenspolitik und bis Kriegsende ein unduldsamer Befürworter eines Siegfriedens.
1918 legte er aus gesundheitlichen Gründen seine Mandate nieder, worauf Kurt Eisner als Ersatzmann für die kommende Landtagswahl nominiert wurde.
Von Vollmar bewohnte in Urfeld am Walchensee das Haus Soiensaß, heute Karwendelblick, dessen Grundstein er 1884 gelegt hatte.
Georg von Vollmar starb im Alter von 72 Jahren.

## Grabstätte

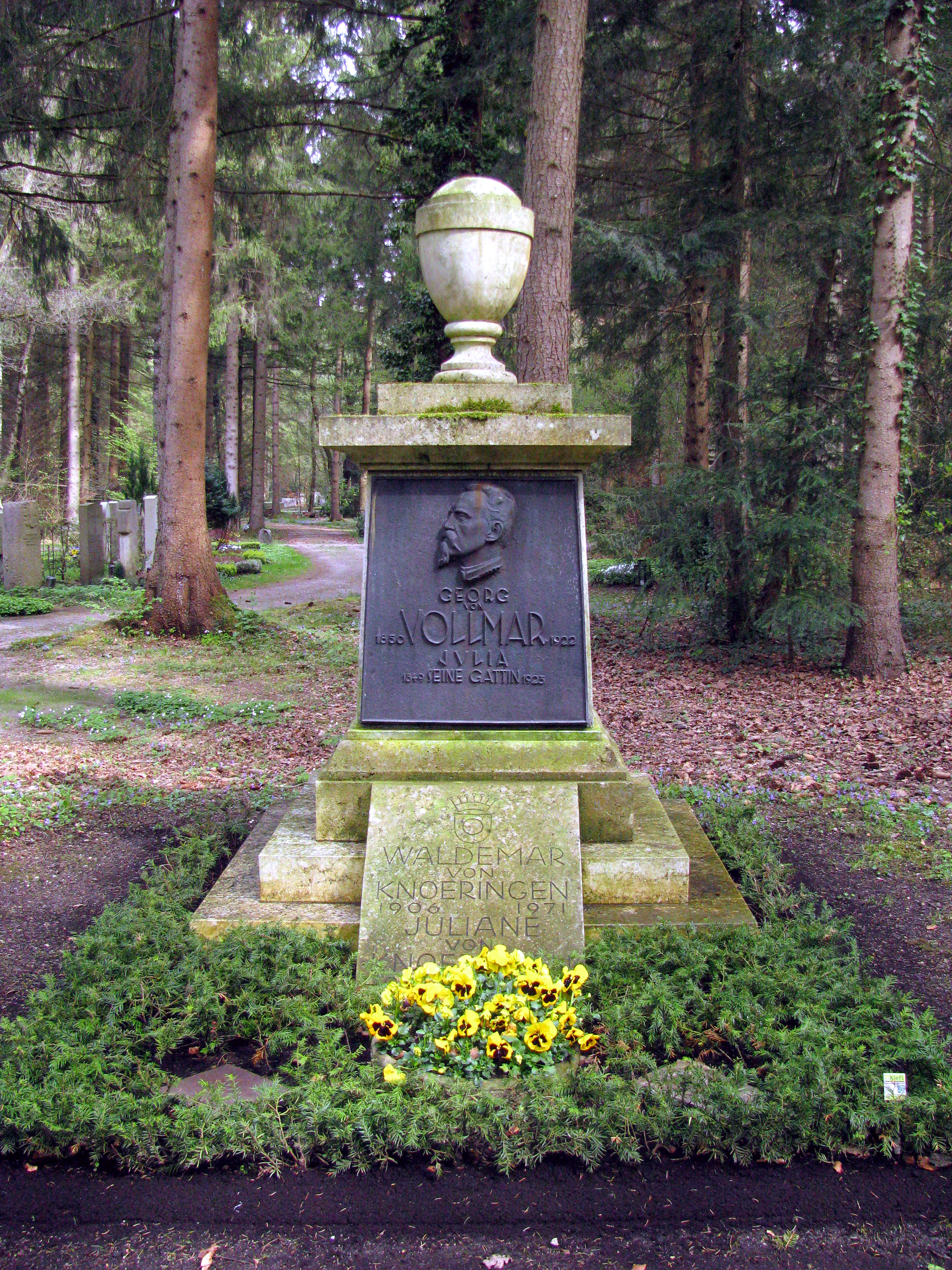
Grab von Georg von Vollmar auf dem Münchner Waldfriedhof

Die Grabstätte von Georg von Vollmar befindet sich auf dem Münchner Waldfriedhof (Grabnr. 90-W-11).

## Werk
- Ueber die nächsten Aufgaben der deutschen Sozialdemokratie. Zwei Reden, gehalten am 1. Juni und 6. Juli 1891 zu im „Eldorado“ München. M. Ernst, München 1891. MDZ Reader
- Reden und Schriften zur Reformpolitik (= Internationale Bibliothek. Bd. 92). Ausgewählt und eingeleitet von Willy Albrecht. J. H. W. Dietz, Berlin u. a. 1977, ISBN 3-8012-1092-8.

## Ehrung
Nach Vollmar sind die Stiftung der bayerischen SPD für politische Bildung, die Georg-von-Vollmar-Akademie im Schloss Aspenstein in Kochel am See sowie die höchste Auszeichnung der bayerischen SPD, die Georg-von-Vollmar-Medaille, benannt.

## Namensgeber für Straßen
Nach Georg von Vollmar wurde 1945 in München im Stadtteil Neuharlaching (Stadtbezirk 18 – Untergiesing – Harlaching) die Vollmarstraße benannt. Lageplan
Weitere Vollmarstraßen gibt es in:
- Burghausen Lageplan
- Nürnberg Lageplan
- Ingolstadt Lageplan}
- Sulzbach-Rosenberg Lageplan